# أوبن أوفيس.أورج كالك
أوبن أوفيس.أورج كالك (بالإنجليزية: OpenOffice.org Calc)‏ هو البرنامج المختص بالجداول الممتدة Spreadsheet في حزمة برمجيات أوبن أوفيس.أورج.
كالك مماثل لمايكروسوفت إكسل ، حيث أنهما يمتلكان ذات الخصائص تقريباً، ويستطيع كالك أن يفتح ويحفظ الجداول بصيغة ملفات مايكروسوفت إكسل. بالإضافة إلى ذلك، فإن كالك يقدم عدداً من الخصائص ليست موجودة في إكسل، بما في ذلك نظام يقوم بتعريف سلسلة من الرسوم البيانية تلقائياً اعتماداً على الشكل الخارجي لبيانات المستخدم. بإمكان كالك أن يكتب الجداول مباشرة في صيغة ملفات PDF.
كالك بإمكانه العمل على العديد من المنصات المختلفة مثل باقي برمجيات حزمة أوبن أوفيس، بما في ذلك ماك أو إس عشرة ومايكروسوفت ويندوز ولينكس وفري بي إس دي وسولاريس. كالك برنامج مجاني متاح تحت رخصة جنو العمومية الصغرى.